# Hedraites
Hedraites es un género de foraminífero bentónico de la subfamilia Calcivertellinae, de la familia Cornuspiridae, de la superfamilia Cornuspiroidea, del suborden Miliolina y del orden Miliolida. Su especie tipo es Hedraites plummerae. Su rango cronoestratigráfico abarca el Cisuraliense (Pérmico inferior).

## Discusión
Clasificaciones más recientes incluyen Hedraites en la familia Calcivertellidae de la superfamilia Nubecularioidea.

## Clasificación
Hedraites incluye a la siguiente especie:
- Hedraites plummerae †